# Константиновский проспект
Константи́новский проспект — проспект в Петроградском районе Санкт-Петербурга. Идёт по Крестовскому острову от Петроградской улицы к Кемскому переулку.

## История
Константиновский проспект назван именем Константина Петровича, одного из князей Белосельских-Белозерских, владевших островом долгое время. Название известно с 1876 года.
Вблизи проспекта расположено несколько улиц, наименованных в честь членов этой семьи: Еленинская, Ольгина, Эсперова.

## Здания
- Дом 14—16 — Гимназия № 56.

## Магистрали
Константиновский проспект граничит или пересекается со следующими магистралями:
| 1. Петроградская улица 2. Константиновский переулок 3. Гребная улица | 1. Солнечная улица 2. Еленинская улица 3. Прожекторная улица | 1. Депутатская улица 2. Кемский переулок 3. Набережная Мартынова |

## Транспорт
- Метро:
  - Станция «Крестовский остров»
- Автобусы:
  - Остановка «Морской проспект»: № 10, 25
  - Остановки «Станция метро Крестовский остров» и «Спортивная улица»: № 10, 14, 25, 220, 227[3]

Все указанные выше маршруты проходят по Морскому проспекту, по Константиновскому проспекту движение общественного транспорта не осуществляется.
В 1928 году у 2-го Елагина моста сооружена одноимённая конечная станция для трамваев, прибывающих с востока проспекта. В 1970 году трамвайная конечная станция (переименованная в «ЦПКиО») была перенесена восточнее проспекта и расположилась между Депутатской и Прожекторной улицами. В 2002 году конечную станцию демонтировали. Трамвай продолжал ходить на участке от Гребной до Петроградской улицы до 2007 года, после чего последние действующие трамвайные пути на проспекте были демонтированы. В итоге трамвайное движение на Крестовском острове было окончательно закрыто.